# Parafia św. Praksedy w Dokudowie
Parafia św. Praksedy w Dokudowie Pierwszym – parafia rzymskokatolicka w Dokudowie Pierwszym. Mieści się pod numerem 17.

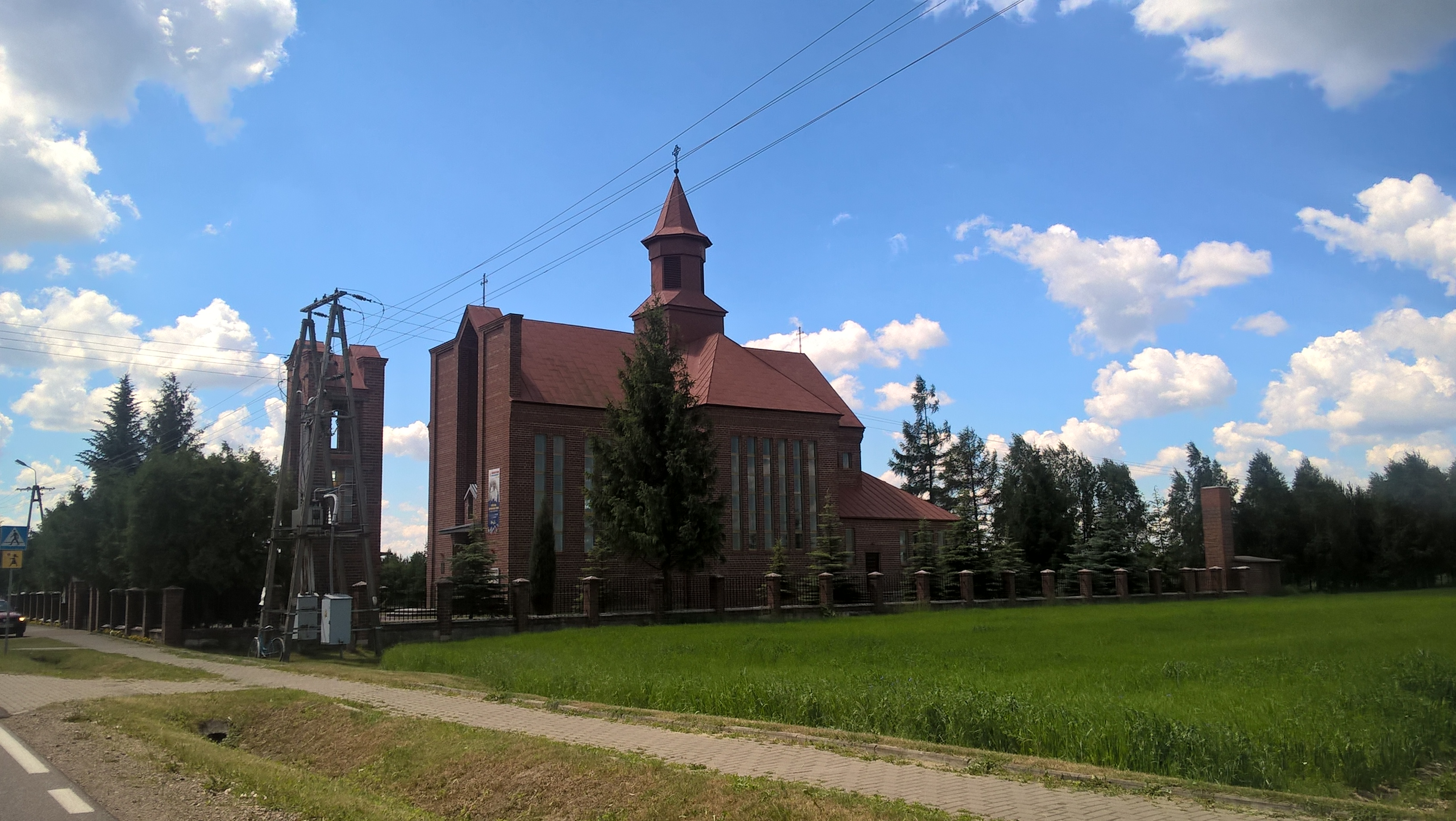
Kościół filialny w Dubowie

Parafia erygowana w 1696 jako unicka. Obecny kościół parafialny drewniany, wybudowano w 1928 roku jako cerkiew neounicka, na miejscu starszej świątyni unickiej, następnie prawosławnej. W administracji parafii pozostaje cmentarz, na którym znajdują się nagrobki rzymskokatolickie, neounickie i prawosławne.
Terytorium parafii obejmuje Dokudów Pierwszy, Dokudów Drugi, Dubów i Wolę Dubowską. W dwóch ostatnich miejscowościach funkcjonują kaplice filialne.